# Frans Smeets
Franciscus Marie (Frans) Smeets  (Ottersum, 9 juni 1925 - Broekhuizen, 2 maart 2014 was een Nederlands houtdraaier, glazenier, mozaïekkunstenaar,schilder, tekenaar, textielkunstenaar docent.

## Leven en werk
Frans Smeets was een zoon van onderwijzer Herman Joseph Smeets en Bertha Maria Antoinetta Christina Klerckx. Hij was de jongste van acht jongens, in een gezin van elf kinderen. René (1905-1976), Anton (1911-1972), Sjef (1914-1993) en Harrie Smeets, die allen actief waren in de kunst, zijn zijn broers. Hij trouwde in 1956 met de textielkunstenares Maria Adelaide Henriëtte (Mariëtte) Bruning.
Smeets kreeg zijn middelbare opleiding aan Academie Kunstoefening in Arnhem. Hij was ook leerling van het atelier van Gabriel Loire in Chartres, waar hij leerde werken met glas in beton. De eerste keer dat hij het in de praktijk toepaste was in 1952 voor de Sint-Lambertuskerk in Höngen, naar een ontwerp van Daan Wildschut. Smeets was een van de kunstenaars die deze techniek in Nederland hebben ingevoerd. In 1958 kreeg hij les in aquarelschilderen tijdens een zomercursus aan de Internationale Sommerakademie für Bildende Kunst in Salzburg. 
Smeets was in de jaren 50 werkzaam in Cuijk en Sint Agatha in Noord-Brabant.
Hij was tussen 1957 en 1986 docent aan de Akademie voor Industriële Vormgeving in Eindhoven. Hij kreeg in 1960 en eervolle vermelding en was in 1963 winnaar van de Brabantse prijs voor schone kunsten. Hij verhuisde in dat jaar naar Broekhuizen in Noord-Limburg. 
Smeets schilderde veelal (bloem)stillevens, portretten, landschappen en figuurvoorstellingen. Een tijd lang schilderde hij in de stijl van het abstract expressionisme. Bij een opdracht voor een glas-in-loodraam ging hij wel in de omgeving schilderen om in de sfeer te komen. Smeets maakte ook houten poppen en wandkleden. 

## Werken (selectie)
- glas-in-loodraam St. Odulphuslyceum in Tilburg
- glas-in-betonraam (1970) voor de Vakopleiding voor Volwassenen in Heerlen
- raam voor het lyceum in Goes
- abstract raam (ca. 1960) voor de Sint-Christoffelkerk in Elsendorp
- glasappliquéraam (1976) voor de ontvangstruimte van de gevangenis in Maastricht

## Tentoonstellingen (selectie)
Frans Smeets nam onder andere deel aan de volgende groepsexposities:
- 1963 - Stedelijk Museum Het Prinsenhof Delft: Contour onzer Beeldende Kunst
- 1981 - Cultureel Centrum Venlo: Limburg tentoonstelling
- 1989 - Provinciaal Museum Drenthe Assen